# 쾨케니 베어트릭스
쾨케니 베어트릭스(헝가리어: Kökény Beatrix, 1969년 3월 12일 ~ )는 헝가리의 여자 핸드볼 선수로 현역 시절 포지션은 레프트백, 플레이메이커이다. 현재 헝가리 여자 핸드볼 클럽인 페렌츠바로시 TC의 기술고문을 맡고 있다. 
현역 시절에 헝가리 대표팀 선수로서 올림픽 은메달, 동메달을 1개씩 획득했고, 세계 선수권 대회 1회 준우승, 유럽 선수권 대회 1회 우승을 달성했다. 또한 대표팀 경기 242경기에 출전하여 542골을 넣었다. 
펜싱 선수인 임레 게저의 아내이기도 하다.